# Герб Скали-Подільської
Герб Скали-Подільської — символ селища міського типу Скали-Подільської Борщівського району Тернопільської області. Затверджений рішенням селищної ради від 27 березня 2007 р.
Автор проекту — А. Гречило.

## Опис
У синьому полі на зеленому тригорбі срібний замок з відчиненими воротами та двома вежами, між якими золоте усміхнене сонцем з шістнадцятьма променями.
Щит вписаний у еклектичний картуш, увінчаний срібною мурованою короною з трьома мерлонами.

## Історія
Герб міста давнього періоду не зберігся. Помилково Скалі приписували печатки з документів XVI ст. іншого містечка — Скали біля Кракова.